# My Lands
 My Lands  — браузерная многопользовательская игра в реальном времени, в жанре экономически-военной стратегии с фэнтези сеттингом. My Lands насчитывает до 200 000 активных игроков и переведена на более чем 20 языков. Главной целью игры является развитие своего государства, постройка армии, взаимодействие с другими игроками (их государствами), а также добыча Чёрного Жемчуга (Black Gem) разными способами.

## Геймплей

Скриншот из игры My Lands. Развитый город

My Lands написана с применением языка java и технологии flash.
Вселенная игры является фэнтезийной. В My Lands существует 5 видов рас: светлые эльфы, темные эльфы, демоны, рыцари и нежить. Все расы делятся на 2 фракции — Светлую и Темную. Существуют также и так называемые отступники, которые временно лишены поддержки своей фракции за нападение на представителя своей расы.
Принцип игры стандартный: во владении игрока находится поселение, нуждающееся в развитии, ресурсах и защите. В этой MMORPG имеется возможность создания внутренних объединений — кланов. В роли «золотой лихорадки» выступает Чёрный жемчуг — внутриигровая валюта в My Lands, которая привязана к аккаунту игрока, в правом верхнем углу экрана и выступает его личным счетом. Чёрный жемчуг можно покупать, зарабатывать в игровом процессе, дарить другому игроку. Также его можно приобрести за реальные деньги, чтобы ускорить тренировку армии, постройку городов, а также для быстрого изучения наук, что позволяет ускорить развитие и укрепление своего государства.

### Города и поселки
Первый созданный город автоматически становится столицей государства. Город развивается до максимально возможного 5-го уровня. В любом городе есть 4 поселка, в которых также можно строить здания. Города не могут быть захвачены, однако игрок может захватить Внешние владения другого игрока. Столица имеет 51 ячейку для строительства зданий и не может быть удалена игроком, так как все награды по квестам автоматически выдаются именно в этот город, однако статус столицы можно перенести в другой город после изучения науки «Перенос столицы». По мере изучения наук можно основать ещё до 5 городов. Каждый новый город вначале имеет 22 свободные ячейки для строительства зданий. Посредством улучшения Центрального здания за городской стеной будут открываться новые ячейки. Однако размер города не может превысить максимальное количество ячеек поля, на котором он был основан. Игрок может удалить любой город, кроме столицы, при этом все построенные в нём здания будут утеряны, а все войска будут перемещены в другой ближайший город.

### Внешние владения и Руины
Внешние владения и Руины в My Lands — это объекты, которые нельзя увидеть на карте до тех пор, пока юнит Исследователь не обнаружит их. Исследованные объекты доступны только игроку, который их нашёл, — для остальных они остаются невидимыми, за исключением Грааля.
Внешнее владение можно ограбить (кроме Соленого озера и Грааля), захватив при этом 50 % его ресурсов или населения. Захват владений становится доступным после изучения науки «Внешние владения». Эти объекты могут охраняться другим игроком, а на их территории — присутствовать защитные здания. Для успешного захвата владения их потребуется разрушить.
На скорость добычи ресурсов могут влиять особенности выбранной игроком расы и бонусы добычи по террайну.

### Науки
Науки занимают очень важное место в игре — они являются показателем развития государства: армия, экономика и бонусные возможности игрока. Изучение наук требует ресурсов и времени. Чтобы начать изучать науки, необходимо построить одно или несколько зданий Лаборатория алхимика и в «окне наук» выбрать нужную к изучению. Наука — это общий ресурс, который добывается во всех владениях игрока, и чем больше зданий Лаборатория алхимика, тем быстрее пополняется ресурс наука.

### Герои
Герой — уникальная боевая единица, аналог героев из Travian. Этот персонаж может встать во главе войск игрока, предоставив впечатляющие бонусы, а также позволив читать Свитки и использовать Артефакты. Чтобы нанять Героя, необходимо изучить науку Управление Героями, построить здание Таверна и получить звание Капитан.

### Турниры
Турниры присутствовали в игровом процессе My Lands с самого начала, и с годами они только развивались. В 2013 году в игре появилась специальная активность под названием «Удержание Подземного Озера». Как тогда, так и сейчас участниками турнира могут стать только продвинутые игроки со званием «Сюзерен». Данное соревнование предполагает захват и удержание как можно большего количества Подземных озёр.

### Руны
Руна — магический камень, который посредством нанесения на Артефакт рунического знака дает игроку пассивный бонус. Чтобы грабить руны в Стоунхенджах и совершать магические ритуалы, необходимо изучить второй уровень науки Алхимия. Также из рун можно составлять магические слова. При особой комбинации нанесенных на артефакты рун возникают Рунные слова, дающие героям дополнительные игровые бонусы. Каждое рунное слово предназначено только для определённого типа артефакта (меч, броня и т. д.) и не активируется на артефакте другого типа.

### Взаимодействие между игроками
My Lands предусматривает большое количество интерактивных инструментов и возможностей взаимодействия между игроками. В игре существует глобальная карта с государствами, внутриигровая почта, аукцион и торги, политика альянсов и военного состояния между игроками-государствами. Кроме этого, игрок может взять в ученики другого игрока и обучить его мастерству управления государством.

## Платформы и характеристики
My Lands поддерживается всеми браузерами Windows, доступна на OS X, а также Android и iOS. В 2014 году игра вышла в Steam. Основное отличие My Lands в этом сервисе — это возможность приобрести наборы услуг и артефактов в виде DLC, причем зачастую по большим скидкам в период акций. Также в Steam представлено большое игровое коммьюнити, посвященное игре My Lands.

## Награды и отзывы
В 2011 году My Lands была признана лучшей браузерной игрой по версии #ConfOG.

Это игра в реальном времени и неограниченной протяженности, так что процесс создания государств и решения различных стратегических и политических задач может быть бесконечным. — Алекс Экслер
.